# Драговит
Драговит (лат. Drogoviz) — князь велетов (вильцев). Считается, что он начал своё правление в 740 году.
Из-за постоянной ненависти и враждебности велетов по отношению к франкам в конце VIII века король франков Карл Великий организовал поход против них и их союзников глинян.
С помощью фризской, ободритской, саксонской и сербской поддержки Карлу Великому удалось пересечь Эльбу, продвинуться до Хафеля и вторгнуться на территорию велетов. Оказавшись в меньшинстве, Драговит в 789 году был вынужден в залог своей лояльности к франкам дать им заложников.
Среди прочего, Драговит также был вынужден платить дань и принять христианских миссионеров в земли своего народа.
Его крепость была известна как Civitas Dragowiti (город Драговита). Её расположение предположительно: это либо современный Бранденбург-на-Хафеле, либо Деммин.